# Кириївка (зупинний пункт)
Кири́ївка (також 20 км) — пасажирський залізничний зупинний пункт Шевченківської дирекції Одеської залізниці на вузькоколійній залізниці (ширина — 75 см) Гайворон — Рудниця між станціями Бершадь (5 км) та Гайворон (20 км).
Розташований у селі Велика Киріївка Бершадського району Вінницької області.
Зупиняються приміські поїзди (з 14.10.2021 р відновлено одну пару на добу щоденно) сполученням Рудниця — Гайворон.